# ویلاشهر (نوشهر)
ویلاشهر، روستایی است از توابع بخش مرکزی شهرستان نوشهر در استان مازندران ایران.

## جمعیت
این روستا در دهستان کالج قرار دارد و براساس سرشماری مرکز آمار ایران در سال ۱۳۸۵، جمعیت آن زیر سه خانوار بوده‌است. مردم ویلاشهر از قومیت طبری هستند. مردم ویلاشهر به زبان طبری با گویش کجوری سخن می‌گویند.